# تنباکوی وحشی
تنباکوی وحشی(نام علمی: Acnistus arborescens) نام یک گونه از سرده بادنجانیان آکنیستوس است.